# Шульженко Леонід Володимирович
Леонід Володимирович Шульженко (3 серпня 1913 — 20 липня 1987) — радянський військовий льотчик, Герой Радянського Союзу (1949).

## Життєпис
Народився 3 серпня 1913 року у місті Геленджик (нині Краснодарський край РФ) у родині службовця. Закінчив 8 класів, Батайську об'єднану школу пілотів і авіаційних техніків. Працював льотчиком цивільної авіації.
У РСЧА з 1943 року, з того ж року брав участь у німецько-радянській війні.
Після війни брав участь в високоширотних повітряних експедиціях «Північ-2» (навесні 1948 року) та «Північ-4» (навесні 1949 року). Як командир літака С-47 здійснив кілька десятків польотів для перевезення вантажів, пального і особового складу експедиції на льодові аеродроми в районі Північного полюса.
За мужність і героїзм, проявлені в високоширотних повітряних експедиціях, 6 грудня 1949 року Л. В. Шульженку присвоєно звання Герой Радянського Союзу.
З 1959 року майор Л. В. Шульженко у запасі. Жив у селищі Остаф'єво.

## Звання та нагороди
6 грудня 1949 року Шульженку Леоніду Володимировичу присвоєно звання Герой Радянського Союзу.
Також нагороджений:
- орденом Леніна
- орденом Червоного прапора
- 2-ма орденами Вітчизняної війни 1 ступеня
- 2-ма орденами Червоної Зірки
- медалями